# (295) Theresia
(295) Theresia – planetoida z pasa głównego asteroid okrążająca Słońce w ciągu 4 lat i 248 dni w średniej odległości 2,8 j.a. Została odkryta 17 sierpnia 1890 roku w Obserwatorium Uniwersyteckim w Wiedniu przez Johanna Palisę. Nazwa planetoidy została nadana na cześć Marii Teresy Habsburg.